# Estado de Zamfara
Zamfara es uno de los treinta y seis estados en los que se subdivide políticamente Nigeria.

## Localidades con población en marzo de 2016
- Anka 197,800
- Bakura 257,700
- Birnin Magaji 253,500
- Bukkuyum 297,900
- Bungudu 356,200
- Gummi 284,700
- Gusau 528,400
- Kaura Namoda 393,000
- Maradun 285,800
- Maru 403,700
- Shinkafi187,200
- Talata Mafara 297,000
- Tsafe 367,600
- Zurmi 404,800

## Territorio y Población
El Estado de Zamfara posee una extensión de territorio que abarca una superficie compuesta por unos 39.762 kilómetros cuadrados (en términos comparativos, es ligeramente inferior a la de Suiza). La población se eleva a la cifra de 3.719.236 personas (datos del censo del año 2007). La densidad poblacional es de 93,5 habitantes por cada kilómetro cuadrado de esta división administrativa.

## Límites
Zamfara limita al norte con Níger y el estado de Sokoto, al este con el estado de Katsina, al sudeste con el de Kaduna, al sur con el estado de Níger y al sur y oeste con el estado de Kebbi.

## Sociedad y cultura
En 1999, Zamfara fue el primer estado nigeriano en introducir la ley islámica Sharia, norma de carácter conservador que castiga la infidelidad, el consumo de alcohol y las relaciones homosexuales.

## Localidades
Este estado nigeriano es poseedor de catorce localidades que son las que componen su subdivisión interna:
| - Anka - Bakura - Birnin-Magaji/Kiyaw - Bukkuyum - Bungudu - Gummi - Gusau |  | - Kaura-Namoda - Maradun - Maru - Shinkafi - Talata-Mafara - Tsafe - Zurmi |